# Casape
Casape és un comune (municipi) de la ciutat metropolitana de Roma, a la regió italiana del Laci, situat uns 30 km a l'est de Roma, als vessants occidentals dels Monti Prenestini. L'1 de gener de 2018 tenia 699 habitants.
Casape limita amb els municipis següents: Capranica Prenestina, Poli i San Gregorio da Sassola.